# Gutenborn
Gutenborn é um município da Alemanha, situado no distrito de Burgenlandkreis, no estado de Saxônia-Anhalt. Tem 33,93 km² de área, e sua população em 2019 foi estimada em 1.728 habitantes.